# Parti républicain libéral (république du Congo)
Pour les articles homonymes, voir Parti républicain libéral.
Le Parti républicain libéral (PRL) est un parti politique de la république du Congo, fondé en 1991 par Nicéphore Fylla de Saint-Eudes.
Il participe à l'élection présidentielle de 2002 avec Bonaventure Mizidy (en), qui arrive dernier sur 7 candidats, ainsi qu'à l'élection présidentielle de 2009, avec son président-fondateur Nicéphore Fylla de Saint-Eudes, qui arrive 3e sur 13 candidats.
Généralement considéré comme faisant partie de l'opposition modérée au président Denis Sassou-Nguesso, sa position est devenue floue depuis que son président-fondateur a rejoint le gouvernement en 2016.

## Histoire
Le Parti républicain libéral (PRL) est fondé en 1991 par Nicéphore Fylla de Saint-Eudes, durant la « deuxième ère démocratique » du Congo. Il se dote de plusieurs principes fondateurs, dont la laïcité, la démocratie, l'économie libérale maîtrisée, la protection de l'environnement ou encore la réduction des inégalités. 
Le parti présente un candidat à l'élection présidentielle de 2002 en la personne de Bonaventure Mizidy (en). Ce dernier finit dernier sur 7 candidats, avec 1 % des voix.
En 2009, son président-fondateur Nicéphore Fylla de Saint-Eudes se porte lui-même candidat lors de l'élection présidentielle. Il finit 3e sur 13 candidats, avec 6,98 % des voix. 
Bien que membre de l'opposition modérée à Denis Sassou-Nguesso, certains Congolais ont accusé le PRL d'avoir été créé avec l'assentiment du Président afin de diviser les voix de l'opposition durant les élections.
En avril 2016, Nicéphore Fylla de Saint-Eudes est nommé ministre de l'Enseignement technique et professionnel, de la Formation qualifiante et de l'Emploi dans le gouvernement Mouamba I. En juillet 2018, des membres de l'opposition lui demandent de clarifier sa position et celle de son parti. Paul Marie Mpouélé précise notamment que « la présence d'un opposant au gouvernement l'astreint à la solidarité gouvernementale. Or, l'opposition combat l'action du gouvernement. Un de ses membres ne peut plus être juge et partie », et rappelle que le règlement intérieur du Conseil des partis politiques stipule que « tout parti politique de l’opposition qui intègre le gouvernement [...] perd le droit de siéger au sein de l’opposition ».